# ファン・デレオン
フアン・C・バレリオ・デ・レオン（Juan C. Valerio De Leon, 1980年6月24日 - ）は、ドミニカ共和国サン・クリストバル州ハイナ出身のプロ野球選手（投手）。

## 経歴
2002年から2003年まではヒューストン・アストロズ傘下のマイナー球団、2004年から2006年まではニューヨーク・ヤンキース傘下のマイナー球団に所属していた。しかし同僚のマキシモ・ネルソンと共に偽装結婚事件に関与し、アメリカから国外追放された。この偽装結婚には30人以上が関与していた。
2008年から2010年まではパナマリーグのメトロに所属し、2009年は10勝2敗、防御率1.33の成績を残した。カーブ（実際はスライダーと思われる）が大きく曲がることから、クルバ・デレオン（カーブのデレオン）と呼ばれていた。
2010年10月29日、福岡ソフトバンクホークスに育成選手として入団。
2011年3月7日に藤田宗一と共に支配下登録された。同年は2軍で41試合に登板し、4勝1敗で防御率1.71と結果を残すが、1度も1軍に昇格することができなかった。その後、チームの構想から外れ、12月2日に自由契約公示され退団した。

## プレースタイル・人物
スリークォーターとサイドスローを併用し、振りかぶった後の足は若干前に突き出す。上半身だけで投げるような形であり、野手が投手をする際に多く見られる投球フォームである。アマ時代に投手だけでなく野手としてもプレーしていた影響である。グラブも野手用の物を使用している。
ストレートは140キロ台中盤で、ツーシーム、カーブのように大きく曲がるスライダー、チェンジアップ、シンカーを投げる。
かつて中日ドラゴンズに所属していたマキシモ・ネルソンとは、実家が近所であり交流がある。

## 詳細情報

### 年度別投手成績
- 一軍公式戦出場なし

### 背番号
- 140 （2011年 - 同年3月6日）
- 58 （2011年3月7日 - 同年終了）